# Општина Солунски Залив
Општина Солунски Залив (грч. Δήμος Θερμαϊκού, Димос Термику) општина је у Грчкој. По подацима из 2011. године број становника у општини је био 45.561. Административни центар је град Переа. Општина је добила назив по Солунском заливу.

## Насељена места
Општина Солунски Залив је формирана 1. јануара 2011. године спајањем 3 некадашњих административних јединица: Епаноми, Миханиона и Солунски Залив.
- Општинска јединица Епаноми: Епаноми, Месимери.

- Општинска јединица Миханиона: Нова Миханиона, Ангелохори, Нова Керасија.

- Општинаск јединица Солунски Залив: Переа, Ливадаки, Нови Епиватес, Света Тројица.

## Становништво
| 2011.  | 2021.  |
| ------ | ------ |
| 50.264 | 45.561 |